# Distrito de Butaleja
Butaleja es un distrito localizado en la región del este de la República de Uganda. Era previamente un condado perteneciente al distrito de Tororo, pero a Butaleja le fue concedido el estado de distrito en junio de 2005. El distrito está habitado por gente banyole que hablan el idioma lunyole. Los banyole son una tribu bantú y su número de nativos ronda las 200.000 personas.
El distrito una población de 244 153 habitantes.